# Deltepilissus diabolicus
Deltepilissus diabolicus är en skalbaggsart som beskrevs av Edgar von Harold 1880. Deltepilissus diabolicus ingår i släktet Deltepilissus och familjen bladhorningar. Inga underarter finns listade i Catalogue of Life.